# Damsluis in Haarlemmermeerringvaart (Vijfhuizen)
Damsluis in Haarlemmermeerringvaart is een damsluis die deel uitmaakt van de Stelling van Amsterdam en is gelegen nabij het dorp Vijfhuizen aan de Vijfhuizerdijk. De sluis is begroot of gebouwd in 1888 en had als functie om in oorlogstijd de waterstand van de Liede te beheersen. De damsluis staat op de lijst van provinciale monumenten in Noord-Holland. Naast deze dam aan de Vijfhuizerdijk zijn er ook nog damsluizen gelegen in de Ringvaart nabij Halfweg en in de Fuikvaart in Haarlem.